# کدیر
کُدیر، روستایی است از توابع بخش کجور شهرستان نوشهر در استان مازندران ایران. مردم کدیر از قومیت طبری هستند و به زبان طبری به گویش کجوری صحبت می‌کنند.

## جمعیت
این روستا در دهستان توابع کجور قرار داشته و براساس سرشماری سال ۱۳۸۵جمعیت آن ۱۳۷نفر (۴۱خانوار) بوده‌است. اما در آمار غیررسمی جمعیت این روستا در حال حاضر بیش از ۱۵۰۰ نفر (۸۰۰خانوار) اعلام شده‌است. مردم کدیر از قومیت طبری هستند. مردم کُدیر به زبان طبری و گویش کجوری سخن می‌گویند.

### منطقه کجور

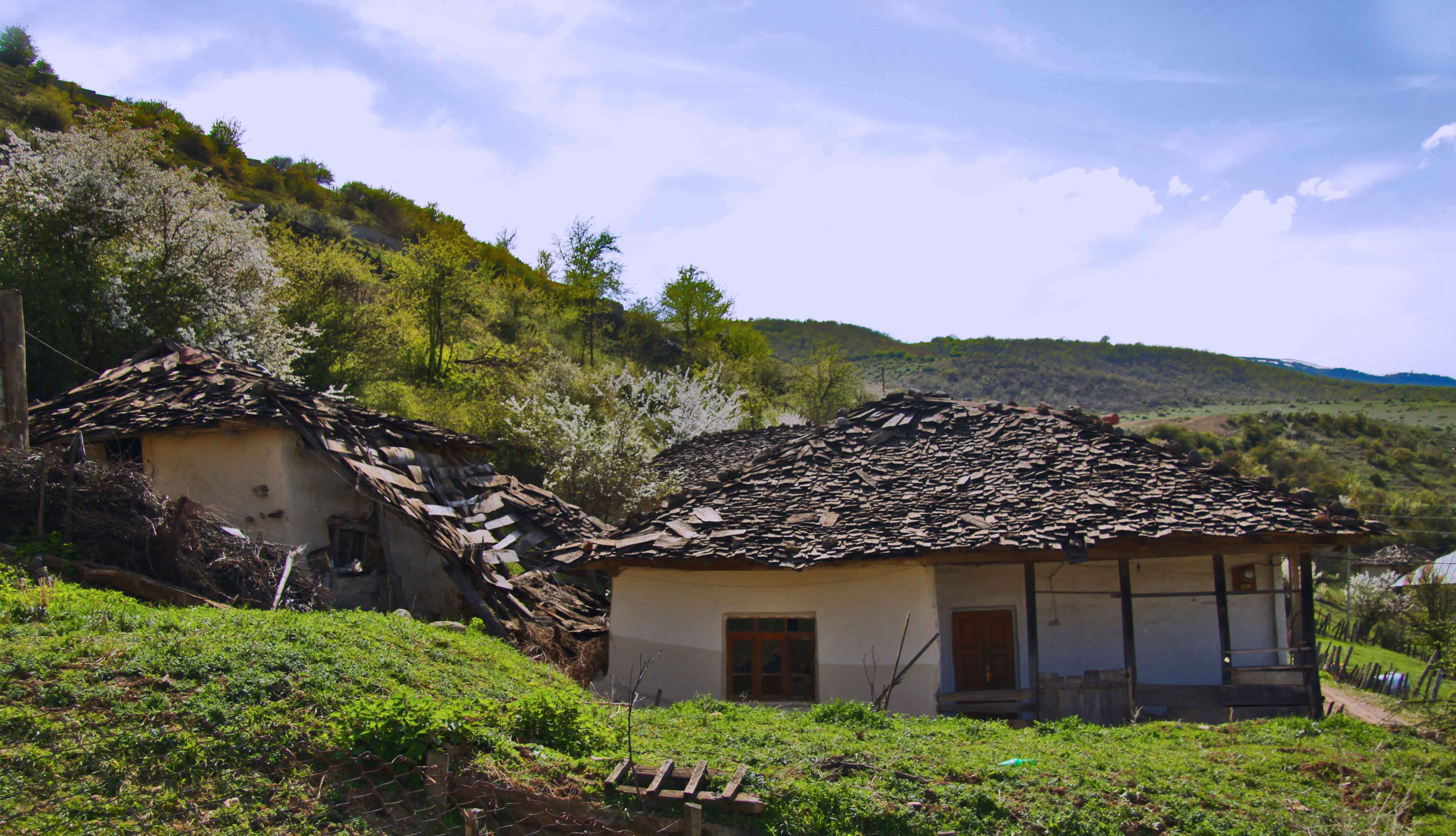
خانه‌آی در کدیر.

محدوده تاریخی کجور از شمال به دریای مازندران از غرب به رود چالوس از شرق به سولده (نور) و از جنوب به دره نور محدود می‌شود. منطقه کجور به همراه کلارستاق، لنگا، تنکابن، سختسر و هوسم بخشی از رویان کهن بود که بعدها رسمتدار نام گرفت. رویان کهن از نواحی غربی طبرستان محسوب می‌شده‌است.

## ویژگی‌ها
روستای سر سبز و ییلاقی و توریستی کدیر در استان مازندران واقع در شمال ایران قرار دارد. از توابع کجور است. کجور هم واقع در دامنه‌های مرکزی البرز می‌باشد. از جاذبه‌های این روستا می‌توان به "آبشارنهرودبار"،" کوه زیبا قلالو " و "چشمه‌های خنک" آن  اشاره کرد. جمعیت ثابت کدیر به ۱۰۰نفر می‌رسد و این به دلیل برودت زیاد هوا در فصل زمستان و کمبود امکانات رفاهی می‌باشد؛ از این‌رو در فصول گرم سال جمعیت آن به ۲۰۰۰نفر هم می‌رسد؛ و در واقع شرایط آب وهوایی منطقه، این روستا را به دهکده‌ای ییلاقی در ارتفاعات استان مازندارن تبدیل نموده‌است. به‌طوری‌که در فصول گرم تابستان می‌توان پیمودن یک جاده کوهستانی (جاده آب پری) در عرض مدتی کمتر از یک ساعت ازساحل دریا به این دهکده کوهستانی رسید؛ و تغییر دمای مربوطه به قدری محسوس است که دودکشهای خانه‌های روستا در بسیاری از شبهای تابستانی خبر از روشن بودن بخاری‌های هیزمی آن دارد.
به نقل از کتاب " تاریخ طبرستان و رویان و مازندران نوشته سید ظهیر الدین مرعشی "قدمت روستای کدیر به پیش از ظهور اسلام می‌رسد و مردم آن تا سال ۷۰۰ هجری قمری زرتشتی بوده اندو سالانه ۷۰۰ راس اسب اخته به مسلمانان جزیه می‌دادند تا آیین اجدادی خویش را حفط نمایند. بر اساس گورهای کشف شده در مناطق مختلف کدیر می‌توان احتمال داد که مردم در این ناحیه ابتدا به دین زرتشت و سپس مسیحی بوده‌اند و بنا بر روایتی، وجه تسمیه کدیر از 'کوه دیر' به معنی کوهی که در آن دیری بوده‌است یا دیری که در کوه واقع است، می‌آید. جنگلهای زیبا، کدیر را از هر نظر دیدنی تر کرده‌است. به گونه‌ای که در این جنگل انبوه درختانی همچون شاه بلوط - راش - توسکا - آزاد - شمشاد - ممرز - نمدار- اوجا - ملچ - افرا - نارون - گردو - انجیر و غیره یافت می‌شد. در قدیم ارتفاع بعضی از درختان مزبور مانند توسکا ییلاقی و اوجا در جنگل کدیر، عباس‌آباد و گلندرود از چهل متر هم تجاوز می‌کرد. کدیر از نظر جغرافیایی هم شرایط بسیار مناسبی دارد به‌طوری‌که این روستا از جنوب و شمال بین دو کوه و از هر طرف به جنگل وصل می‌باشد و با گرفتن مه زمینی باعث می‌شود که این دهکده از بسیاری از روستاهای منطقه متمایز گردد و در برنامه معروف تلوزیونی "دیدنی هاً به عنوان "سرزمین مه و زیبایی" معرفی گردد و تصاویری از مناظر آن توسط این برنامه در پیش چشم تماشاگران تلوزیونی قرار گیرد.